# Nous irons à Deauville
Pour plus de détails, voir Fiche technique et Distribution.
Nous irons à Deauville est un film français réalisé par Francis Rigaud, sorti en 1962.
Aux côtés de Michel Serrault et Claude Brasseur, cette comédie burlesque rassemble une série d'acteurs savoureux de l'époque comme Louis de Funès, Roger Pierre, Jean-Marc Thibault, Jean Richard, Jean Carmet, Eddie Constantine ou encore Fernand Raynaud.

## Synopsis
Pour passer d'agréables périodes de vacances en bord de mer, deux familles de la région parisienne vont choisir la commune de Deauville comme lieu de villégiature. Bien qu'ayant soigneusement préparé leur séjour, les Moreau dont le chef de famille, Jacques (Michel Serrault) fait mine d'autorité mais est rapidement dépassé par les événements, partagent une villa louée en commun avec des amis. L'autre « tribu » est dirigée par l'ami Maurice Dubois (Claude Brasseur) plus tendu et vindicatif que celle des Moreau. Les tracas se succèdent pour cette cohabitation qui se veut conviviale et qui tourne petit à petit, en psychodrame. Dès l'itinéraire pour parvenir à Devauville, Lucien Moreau est confronté à un conducteur nerveux et agressif (Louis de Funès). Fortuitement, Moreau rencontre son autoritaire patron (Michel Galabru) qui impose sa passion pour le camping à tout le monde. Une série de tracas vient contrarier ce qui aurait dû être une période sereine et joyeuse en famille et entre amis...

## Fiche technique
- Titre : Nous irons à Deauville
- Réalisation : Francis Rigaud, assisté de Jean Bertho
- Scénario, adaptation : Francis Rigaud, Jacques Vilfrid, Claude Viriot
- Dialogues : Jacques Vilfrid
- Photographie : Jacques Robin
- Montage : Françoise Javet
- Cadreurs : René Guissart et André Clément
- Musique : Paul Misraki - Orchestre sous la direction de Michel Ganot (éditions Impéria)
- Chansons : Sacha Distel chante T'es partie en vacances de Maurice Tézé et Sacha Distel - Tony Milton chante Oh yeah ah ah! de Jay Robinson et Mickey Baker - Ray Ventura et son orchestre donnent Les Parisiens de Maurice Tézé et Paul Misraki
- Son : Pierre-Henri Goumy
- Production : Ray Ventura, Jean Darvey
- Sociétés de production : Hoche Productions, Films Odéon, U.F.A, Comacico (France)
- Chargé de presse : Richard Balducci
- Tirage : Laboratoire Franay L.T.C Saint-Cloud
- Format : Noir et blanc — 35 mm — 1,37:1 — Son : Mono
- Genre : Comédie
- Durée : 91 minutes (1 h 31)
- Dates de sortie : 
  - 24 décembre 1962 (Paris)
- Visa d'exploitation : 26.594
- Affiche : Jouineau Bourduge (France)

## Distribution
- Michel Serrault : Lucien Moreau, un collaborateur de M. Mercier
- Pascale Roberts : Monique Moreau, la femme de Lucien
- Berthe Granval : Sophie, la nièce de Lucien et Monique
- Claude Brasseur : Maurice Dubois, un ami des Moreau
- Colette Castel :  Jacqueline Dubois, la femme de Maurice
- Louis de Funès : Ludovic Lambersac, le vacancier énervé au volant
- Jeanne de Funès :  Mme Lambersac
- Maurice Cafarelli : l'amoureux de Sophie
- Mary Marquet : Mme Gertrude Couffinous, propriétaire des « Dunes fleuries »
- Roger Pierre : M. Louis, un droguiste
- Jean-Marc Thibault : M. Paul, l'autre droguiste
- Jean Richard : Siméon, l'ouvrier qualifié
- Jean Carmet : le porteur de bagages
- Brigitte Naville : la pin-up au petit chien
- Eddie Constantine : l'ami de la pin-up sur la plage
- Michel Galabru : M. Mercier, le patron de Lucien
- Jacqueline Doyen : Fernande Mercier, la femme du patron de Lucien
- René Tramoni (René Renal) : le fils ainé des Mercier
- Jean-Pascal Duffard : le fils cadet des Mercier
- Tony Middleton (en) (comme Tony Milton) : lui-même en chanteur
- Yves Elliot : le garagiste
- Marie Daems : Marie-Laure Spinoza, la femme du monde
- Alvaro Gheri : Alvaro, le chauffeur de Mme Spinoza
- Sacha Distel : lui-même, en chanteur
- Yves Belluardo : un vacancier
- Fernand Raynaud

## À noter
- On note dans la distribution que Jeanne de Funès née Barthélemy (madame Lambersac) interprète comme dans la vraie vie, l'épouse de Louis de Funès.
- S'inspirant de la veine des autres films musicaux du début des années 1950 dont le titre commence par « Nous irons à... » (Nous irons à Paris en 1950 et Nous irons à Monte-Carlo en 1951) l'histoire est ponctuée de musique et de chansons, notamment interprétées par Tony Middleton et Sacha Distel.
- Les scènes de cabaret ont été tournées à la Calypsothèque du casino de Cabourg.